# Laccophilus amoenus
Laccophilus amoenus är en skalbaggsart som beskrevs av Régimbart 1889. Laccophilus amoenus ingår i släktet Laccophilus och familjen dykare. Inga underarter finns listade i Catalogue of Life.